# Linie následnictví britského trůnu
Linie následnictví britského trůnu je uspořádaný seznam osob, které jsou oprávněny zasednout na trůn Spojeného království Velké Británie a Severního Irska za podmínek stanovených:
- Listinou o právech z roku 1689,
- Zákonem o nástupnictví z roku 1701, a
- Zákonem o následnictví koruny z roku 2013.

Zákon o nástupnictví z roku 1701 roku přiřkl právo na britský trůn Žofii Hannoverské a jejím potomkům. Současně vyloučil z následnictví všechny, kdož jsou katolického vyznání nebo si vezmou za manžela katolíka.
Do roku 2013 se pořadí následnictví stanovovalo podle následujících pravidel:
- následníkem se mohou stát pouze osoby narozené v manželském svazku potomka kurfiřtky Žofie,
- pořadí se řídí zásadou mužské primogenitury – všichni synové mají přednost před dcerami (z tohoto důvodu je Princezna Anna v pořadí až za svými mladšími bratry, vévodou z Yorku a hrabětem z Wessexu, a všemi jejich dětmi),
- katolické vyznání nebo svatba s katolíkem vylučuje následnictví.

Na summitu Společenství národů v Perthu se 28. října 2011 členské státy zavázaly přijmout vhodná opatření k zavedení absolutního prvorozenství, ukončit vyloučení osob v manželství s římskými katolíky a provést další změny v pravidlech nástupnictví. Tato změna si vyžádala úpravu ústavních zákonů 16 států Commonwealthu a novelizaci zákonů platných přes 300 let. S účinností Zákona o následnictví koruny platí od roku 2013 tyto úpravy:
- zrušena mužská primogenitura – mladší syn narozený po 28. říjnu 2011 je v pořadí za starší dcerou,
- sňatek s katolíkem není překážkou následnictví – změna se dotýká také sňatků uzavřených v minulosti, pokud dědic trůnu žije,
- souhlas monarchy se svatbou je vyžadován pouze u prvních 6 kandidátů na trůn – sňatek uzavřený ostatními i bez souhlasu monarchy nevylučuje kandidáta ani jeho děti z následnictví.

Oficiálně není zveřejňován úplný seznam osob v linii následnictví britského trůnu, nicméně z výzkumu genealogů vyplývá, že v současnosti čítá linie následnictví několik tisíc osob.

## Linie následnictví
Stav k 6. červnu 2023:
- Král Jiří V. (1865–1936)
  -  Král Eduard VIII. (1894–1972)
  -  Král Jiří VI. (1895–1952)
    -  Královna Alžběta II. (1926–2022)
      -  Král Karel III. (* 1948) 
        - (1) William, princ z Walesu (* 1982)
          - (2) Princ George z Walesu (* 2013)
          - (3) Princezna Charlotte z Walesu (*2015)
          - (4) Princ Louis z Walesu (* 2018)

        - (5) Princ Harry, vévoda ze Sussexu (* 1984)
          - (6) Princ Archie ze Sussexu (* 2019)
          - (7) Princezna Lilibet ze Sussexu (* 2021)

      - (8) Princ Andrew, vévoda z Yorku (* 1960)
        - (9) Princezna Beatrice (* 1988)
          - (10) Sienna Mapelli Mozzi (* 2021)
          - (11) Athena Mapelli Mozzi (* 2025)

        - (12) Princezna Eugenie (* 1990)
          - (13) August Brooksbank (* 2021)
          - (14) Ernest Brooksbank (* 2023)

      - (15) Princ Edward, vévoda z Edinburghu (* 1964)
        - (16) James Mountbatten-Windsor, hrabě z Wessexu (* 2007)
        - (17) Lady Louise Mountbatten-Windsor (* 2003)

      - (18) Anne, královská princezna (* 1950)
        - (19) Peter Phillips (* 1977)
          - (20) Savannah Phillips (* 2010)
          - (21) Isla Phillips (* 2012)

        -  (22) Zara Tindall (rozená Phillips; * 1981)
          - (23) Mia Tindall (* 2014)[3]
          - (24) Lena Elizabeth Tindall (* 2018)
          -  (25) Lucas Tindall (* 2021)

    -  Princezna Margaret, hraběnka ze Snowdonu (1930–2002)
      - (26) David Armstrong-Jones, 2. hrabě ze Snowdonu (*1961)
        - (27) Charles Armstrong-Jones, vikomt Linley (* 1999)
        - (28) Lady Margarita Armstrong-Jones (* 2002)

      - (29) Lady Sarah Chatto (rozená Armstrong-Jones; * 1964)
        - (30) Samuel Chatto (* 1996)
        - (31) Arthur Chatto (* 1999)

  - Princ Henry, vévoda z Gloucesteru (1900–1974)
    - Princ William z Gloucesteru (1941–1972)
    - (32) Princ Richard, vévoda z Gloucesteru (* 1944)
      - (33) Alexander Windsor, hrabě z Ulsteru (* 1974)
        - (34) Xan Windsor, lord Culloden (* 2007)
        - (35) Lady Cosima Windsor (* 2010)

      - (36) Lady Davina Windsor (* 1977)
        - (37) Senna Lewis (*2010) [4]
        -  (38) Tane Lewis (* 2012)[4]

      - (39) Lady Rose Gilman (rozená Windsor; * 1980)
        - (40) Lyla Gilman (* 2010)[4]
        - (41) Rufus Gilman (* 2012) [4]

  - Princ Jiří, vévoda z Kentu (1902–1942)
    - (42) Princ Edward, vévoda z Kentu (* 1935)
      - (43) George Windsor, hrabě ze St. Andrews (* 1962)
        - Edward Windsor, lord Downpatrick (* 1988)
        - Marina Windsor (* 1992)
        - (44) Lady Amelia Windsor (* 1995)

      - Lord Nicholas Windsor (* 1970) 
        - Albert Windsor (* 2007)
        - Leopold Windsor (* 2009)
        - Louis Windsor (* 2014) 

      - (45) Helen Taylor (rozená Windsor; * 1964) 
        - (46) Columbus Taylor (* 1994)
        - (47) Cassius Taylor (* 1996)
        - (48) Eloise Taylor (* 2003)
        - (49) Estella Taylor (* 2004) 

    - (50) Princ Michael z Kentu (* 1942) 
      - (51) Lord Frederick Windsor (* 1979) 
        - (52) Maud Windsor (* 2013)
        - (53) Isabella Windsor (* 2016)[5]

      - (54) Gabriella Kingston (rozená Windsor; * 1981) 

    - (55) Alexandra, Lady Ogilvy (* 1936) 
      - (56) James Ogilvy (* 1964) 
        - (57) Alexander Ogilvy (* 1996)
        - (58) Flora Vesterberg (rozená Ogilvy; * 1994) 

      - (59) Marina Ogilvy (* 1966) 
        - (60) Christian Mowatt (* 1993)
        - (61) Zenouska Mowatt (* 1990)